# ヴァル・ヴァレンチノ
ヴァル・ヴァレンチノ（Val Valentino、1956年6月14日 - ）はアメリカのマジシャン。本名はレオナード・モンタナ（Leonard Montano）。フォックス放送の番組『破られたマジシャンの掟！(Breaking the Magician's Code)』に登場するマスクマジシャン（覆面のマジシャン）の正体として知られる。

## 来歴

### 出自
1956年、アメリカのカリフォルニア州ロサンゼルスに生まれる。5歳の時に父から教わった「ボールと花瓶」が、ヴァレンチノが最初に行ったマジックであった。
10代の頃、彼は一貫校の学生100万人以上のための「国際文化的意識プログラム（International Cultural Awareness Program）」でマジックを演じていた。その演目の中には、マジシャンを志す者を奨励する目的でマジックのタネを明かしていたものもあった。
1980年代の終わりから1990年代中頃にかけて、彼は活動の場をラスベガスに移した。「Viva Las Vegas」と「Splash」を含むカジノショーでマジックを演じていた。またハーブ・アルパートのミュージック・ビデオにも出演した。

### マスクマジシャン
1997年から1998年にかけてフォックス放送で放送された特別番組『破られたマジシャンの掟！』において、謎のマジシャン「マスクマジシャン（Masked Magician）」として登場する。彼は、長いマジックの歴史で守られてきたトリックを明かさないルールを「Magician's Code（マジシャンの掟）」と呼び、それを破ってマジックのトリックを明かしていった。さらに1990年代後半にイギリスのITVで、2009年にはITV4でも同様の暴露番組に出演した。
彼がラスベガスで働いていた時に、フォックスからの接触があった。何らかの交渉の後に、ヴァレンチノは古い奇術のタネのみを明かすことを約束して番組出演を了承した。しかし番組内では多くのより新しい手品のタネが明かされた。多くのマジシャンがトリックを明かされることを恐れ、マジック界で大きな論争を引き起こした。
シリーズ4回目の最後に、彼は覆面を取り自らの正体を明かした。そして、自分がトリックを明かすのは子供達にマジックに興味を持って欲しいからであると動機を述べた。また、マジックの腕はトリックではなくそれを「演じるマジシャンのパフォーマーとしての手腕」が重要であると強調した。同シリーズは2002年に第5回が放送されたが、ヴァレンチノではない新しいマスクマジシャン が出演した。

### アメリカショービジネス界からの追放
『破られたマジシャンの掟！』に危機感を持ったアメリカのマジック界は1998年5月18日に非営利団体「WAM（World Alliance of Magicians）」を結成し、マジックの保全にあたった。彼らはフォックス放送に抗議を行い、4回目の放送でヴァレンチノが正体を明かすことになった。
ヴァレンチノはアメリカショービジネス界から追放された後にブラジルで活動を始めるが、すぐにブラジルからも追放されてしまう。

### 日本においての放送
日本においては日本テレビ系列の『信ジラレナイ99連発』で『破られたマジシャンの掟！』の1シーンが用いられるなどして認知度を高め、2001年にはヴァレンチノ本人が来日し、日本テレビが制作したマジック暴露番組にマスクマジシャン（マスクドマジシャン）として出演している。彼の正体は既に本国アメリカでは明かされていたが、日本では依然謎のマジシャンとして、彼の正体が明かされることは無かった。また、番組中ではマジックのトリックを暴露する理由を、古いマジックが淘汰されることでマジックが進化することだとした。同局のマジック暴露番組には他にもプリンセス天功やナポレオンズが登場している。また、TBS系列の『R30』にも登場している。